# Iwanowo (województwo warmińsko-mazurskie)
Iwanowo – przysiółek w Polsce, w sołectwie Gałkowo, położony w województwie warmińsko-mazurskim, w powiecie piskim, w gminie Ruciane-Nida.
W latach 1975–1998 miejscowość administracyjnie należała do województwa suwalskiego.
Wieś założona została w XIX wieku przez staroobrzędowców przybyłych na Mazury z Rosji. Do dziś we wsi zachował się cmentarz staroobrzędowców. 